# Église Saint-Michel de Nonville
L’église Saint-Michel est un édifice religieux catholique situé à Nonville (Seine-et-Marne), en France.

## Situation et accès
L’édifice est situé dans la rue de Launoy, au sud du village de Nonville. Plus largement, il se trouve dans le département de Seine-et-Marne, en région Île-de-France.